# Port Kenny
Port Kenny is een plaats in de Australische deelstaat Zuid-Australië.